# Immerfeuchte Tropen

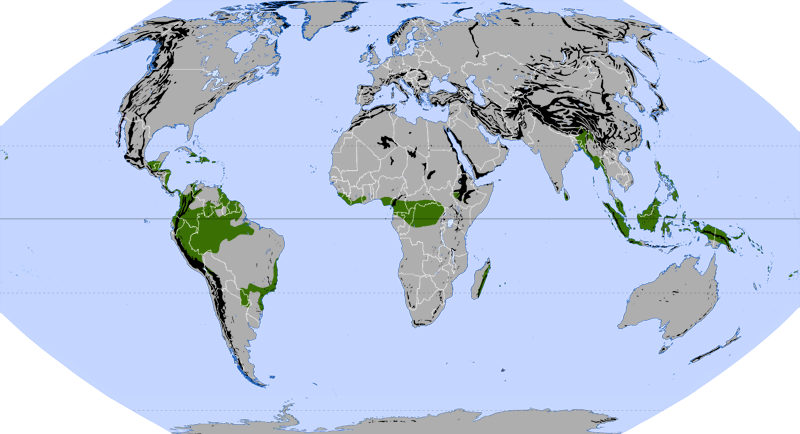
Die globale Verteilung der immerfeuchten Tropen (nach J. Schultz)

Die Zone der Immerfeuchten Tropen ist eine der neun weltumspannenden Ökozonen nach J. Schultz. Sie nimmt heute etwa 8,4 % der irdischen Landoberfläche ein. Anfang des 21. Jahrhunderts sind davon noch etwa 50 % in einem weitgehend naturnahen Zustand.
Sie ist Teil der tropischen Klimazone und liegt fast ausschließlich um den Äquator herum. Nach der vorherrschenden Vegetation kann sie weiterhin in die Landschaftstypen Tropischer Regenwald (Tiefland und Bergland bis 2000 m) sowie Wolken- und Nebelwald (über 2000 m) untergliedert werden.
Die Grenzen der Immerfeuchten Tropen sind in der Realität fließend, so dass eine exakte Ausdehnung – wie auf der Karte gezeichnet – faktisch nicht festgelegt werden kann. Diese Tatsache wird verständlich, wenn man vergleichbare geozonale Modelle heranzieht, die z. T. deutliche Abweichungen aufweisen. Man betrachte dazu beispielsweise das vergleichbare Zonobiom der tropischen Regenwaldgebiete auf der Karte der Zonobiome nach Walter und Breckle oder die FAO Ecozones.

## Klima
Die Immerfeuchten Tropen sind, scharf definiert, der Teil der Tropen mit höchstens drei ariden Monaten pro Jahr. Dies bedeutet, dass in mindestens 9 von 12 Monaten der Regen die mögliche Verdunstung übersteigt. Dementsprechend sind Boden- und Luftfeuchte das ganze Jahr hindurch recht hoch. Dies fördert Aktivität und Wachstum der Pflanzen, welche in der Regel entweder keine oder zumindest keine gemeinsame Ruhephase zeigen.
Da in diesen Gefilden sowohl Temperatur wie Niederschläge über das Jahr hinweg wenig schwanken, zeichnen sich die immerfeuchten Tropen durch eine große Gleichförmigkeit des Klimas aus. Klimatische Jahreszeiten fehlen weitgehend, vielmehr spricht man von einem ausgeprägten Tageszeitenklima.
Die immerfeuchten Tropen sind umgeben von den sommerfeuchten Tropen beziehungsweise gehen in diese über.